# クール・パパ・ベル
ジェームス・トーマス・"クール・パパ"・ベル（James Thomas "Cool Papa" Bell、1903年5月17日 - 1991年3月7日）は、アメリカ合衆国のミシシッピ州スタークビル出身の元プロ野球選手(外野手)。左投両打。

## 来歴・人物
1922年からニグロリーグでプレーを始める。当初は投手だったがその俊足が注目され1924年から外野に転向、主に中堅手を守っていた。
所属していたセントルイス・スターズを1929年から1931年までのリーグ3連覇に導いた後は、デトロイトやカンザスシティなどのチームを転々とする。1938年から1941年の間はメキシコリーグでプレーをしていた。1942年にシカゴ・アメリカン・ジャイアンツに移籍してニグロリーグに復帰。チームはこの年から1944年までリーグを3連覇した。現役時代のベルの人気は絶大で、ニグロリーグのオールスターによる東西対抗戦には、1933年から1944年まで（メキシコリーグ在籍時を除く）毎年投票で出場していた。
1940年以降はマネジメントや若い選手達の指導などもこなしていた。ベルの教え子の中には、後に野球殿堂入りするアーニー・バンクスやジャッキー・ロビンソンらも含まれていた。選手としては1946年までプレーしていたという。
1974年に、ニグロリーグ特別委員会がアメリカ野球殿堂入り選手に選出。彼が69歳の時だった。1991年にミズーリ州セントルイスで87歳の生涯を閉じる。
2002年5月にカージナルス本拠地のブッシュ・スタジアムでベルの貢献を讃えて家族を招待し、球団関係者が参列しての銅像除幕式セレモニーが行われてカージナルスの英雄達と並んで銅像がある。

## 逸話など
ベルの足の速さについては多くの話が伝えられている。ダイヤモンドをわずか12秒で1周したのが計測されたことがあり、試合でも、例えばタッチアップで二塁から生還する、犠牲バントで一塁から一気に三塁へ進むなど、一度に2つの塁を奪ったことが何度もあるという。正確なゲームの統計は残っていないが、ニグロリーグでは200試合足らずで175の盗塁を記録した。
ベルの俊足ぶりを表した「部屋の明かりを消してから、部屋が暗くなるまでの間にベッドに入ることができる」という例えが有名である。

## 表彰・記録
- 生涯通算打率：.337、もしくは .341
- メジャーリーグとのエキシビションゲームでの打率：.391
- MLBオールセンチュリー・チームにノミネート (1999年)